# 火眉红椋鸟
，是雀形目椋鸟科的一种鸟类，属于单型的火眉红椋鸟属（学名：Enodes）。

## 特征
火眉红椋鸟体重约130克，翼长约10.92厘米，喙宽度约6.4毫米，喙厚度约8.2毫米，嘴峰长约23.5毫米，跗蹠长约26.2毫米，尾长约11.34厘米。
火眉红椋鸟是留鸟，栖息在森林，它们是杂食性动物。它们分布在苏拉威西岛的山地。